# Ки, Пэрис
Пэрис Ивонн Ки (англ. Paris Yvonne Kea; родилась 7 апреля 1996 года в Тарборо, штат Северная Каролина, США) — американская профессиональная баскетболистка, выступавшая в женской национальной баскетбольной ассоциации. Была выбрана на драфте ВНБА 2019 года в третьем раунде под двадцать пятым номером клубом «Индиана Фивер». Играет на позиции разыгрывающего защитника. В настоящее выступает за российскую команду «Спарта&К Видное».

## Ранние годы
Пэрис Ки родилась 7 апреля 1996 года в городе Тарборо (штат Северная Каролина) в семье Уилли и Суони Ки, у неё есть младший брат, Джермани, а училась она немного западнее в городе Гринсборо в средней школе имени Уолтера Хайнса Пейджа, в которой выступала за местную баскетбольную команду.